# 체리트리 레코드
체리트리 레코드(Cherrytree Records)는 미국의 음반 회사이다. 2012년 6월 30일 인터스코프 레코드에 인수되었다.

## 역사
체리트리 레코드는 2005년 마틴 키어젠바움이 설립했다.

## 현재 소속 음악가
- LMFAO
- 엘리 굴딩 (미국)
- 나탈리아 킬스
- 토쿄 호텔 (미국)

## 과거 소속 음악가
- 레이디 가가